# Mathilda av Brandenburg (hertiginna av Polen)
Mathilda av Brandenburg, född 1270, död före 1298, var en storhertiginna av Polen, gift 1287/88 med storhertig Henrik IV Probus av Polen. Enligt en version lät Henrik skilja sig från sin första fru för att kunna gifta om sig med Mathilda, som han var förälskad i och hade ett förhållande med. Efter makens död 1290 återvände Mathilda till Brandenburg.

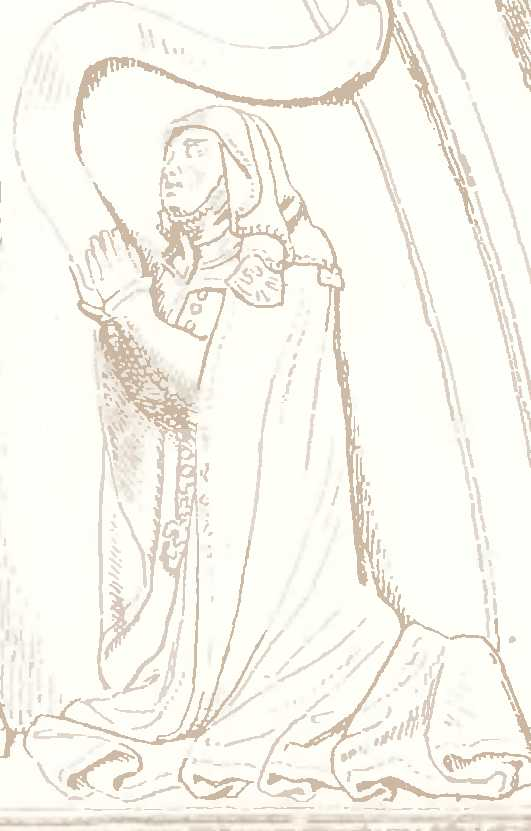
Mathilda av Brandenburg (hertiginna av Polen)